# Monterubbiano
 (décembre 2023).
Si vous disposez d'ouvrages ou d'articles de référence ou si vous connaissez des sites web de qualité traitant du thème abordé ici, merci de compléter l'article en donnant les références utiles à sa vérifiabilité et en les liant à la section « Notes et références ».
Monterubbiano (en dialecte : Muntrubbià) est une commune italienne d'environ 2 100 habitants, située dans la province de Fermo, dans la région Marches, en Italie centrale.

## Géographie
Monterubbiano se dresse au sommet d'une colline de 466 mètres d’altitude à 8 kilomètres de la mer Adriatique. Depuis la colline, la vues panoramique s'étend de la mer Adriatique aux monts Sibyllins, en passant par le Val d'Ete où il borde la ville provinciale de Fermo et la vallée d'Aso, où se trouve l'un de ses hameaux, Rubbianello.

## Histoire
Monterubbiano a été fondée vers le VIe – Ve siècle av. par les Piceni.
Avec l'expansion de Rome dans ces quartiers, la ville prend le titre d'Urbs Urbana en 268 av. J.-C., l'Urbs est la ville latine par excellence où, outre les édifices civiques, se trouve aussi le Pomerium, lieu consacré aux dieux, ce qui la distingue de l'Oppidum, qui est une simple ville fortifiée.
Avec la chute de l'Empire romain d'Occident au Ve siècle apr. J.-C. aux mains d'Odoacre, elle passe sous le règne des Ostrogoths, et le restera jusqu'à l'arrivée des Lombards en 570, à l'exception d'une petite parenthèse qui va de 535 à 553 où elle est occupée les Byzantins. 
De 570 à 1198 le conglomérat est sous le duché de Spoleto, à l'intérieur de la Marca Fermana, fondée par les Lombards mais qui restera également sous ce duché, après la conquête des Francs en 774, à cette période les influences de la papauté commencent en cette région, nommant des souverains d'origine franque pour administrer le territoire.
Vers le XIIe siècle, elle obtint l'autonomie en tant que municipalité libre sous le nom d'Urbiano, contrairement à la municipalité de Fermo qui essaya toujours de la soumettre sans jamais pleinement y parveni.
Au cours des siècles suivants, la municipalité devint de plus en plus grande jusqu'à ce qu'elle soit divisée en districts comptant une population de 5 000 citoyens intra-muros.
En 1435, le capitaine mercenaire Francesco Sforza a profité de la crise momentanée qui frappait le pape Eugène IV pour conquérir les villes d’Osimo, Jesi, Ancône et de la région de Fermo, avec l'arrivée du chef milanais, les murs des Sforza sont construits autour de la ville.
Avec la crainte de perdre le pouvoir dans ces régions, le pape nomme Sforza « marquis perpétuel de Fermo, vicaire pendant cinq ans de Todi, Toscanella, Gualdo Rispampani, ainsi que porte-étendard de l'Église » de la papauté.
Elle sera annexée à l'État pontifical au courant du XVIIe siècle, après que les différentes seigneuries qui gouvernaient la région aient perdu le pouvoir ou n'aient pas eu de descendance. Elle y restera jusqu'en 1860 après la bataille de Castelfidardo remportée par les Piémontais. Les Marches rejoindront ensuite le nouveau royaume d'Italie. Une petite parenthèse aura lieu en 1796  avec la montée et la conquête des Marches par Napoléon Bonaparte, mettant en place la République ancônitaine, jusqu'à ce qu’en 1813, après que les Autrichiens aient repoussé les Français, la région soit rendue au Pape.

## Culture et Cuisine
Foire des Piceni : dimanche de Pentecôte, reconstitution de l'arrivée des Sabins sur les terres marchisanes. Cet événement est rapporté dans certains documents de Monterubbiano depuis le XIIe siècle.
Spectacles de théâtre et concerts  : Théâtre Pagani / Carnaval sur la place / Célébration du Christ mort Vendredi Saint les années paires / Fête de San Nicola da Tolentino, centre historique 10 septembre / San Martino in piazza, centre historique 11 novembre / Focarò sur la piazza della Madonna, centre historique le 8 décembre
Cuisine : Fête des brochettes et des saucisses, le premier dimanche de mai / Fête des brochettes, au hameau de Rubbianello, en juillet / Fête de la polenta au stockfisch, dernier dimanche de juillet / Fête des Tagliatelles Frites, les 10, 12 et 13 août / Fête du Sacré-Cœur de Jésus, Rubbianello mois de juin / Fête de la bière, Rubbianello mois de juillet / "L'ape che ronza" (extraction de miel en direct avec dégustations), Rubbianello mois d’août / Le polente, Rubbianello mois de septembre
Les tagliatelles frites sont un plat typique qui ne peut être dégusté qu'à Monterubbiano. La recette est transmise depuis des générations, mais personne n'a jamais révélé la recette complète. Vous pourrez les déguster au "Festival des tagliatelles frites" qui a lieu chaque année les 10, 12 et 13 août, ainsi que dans un restaurant local tout au long de l'année.

## Monuments et patrimoine
- Les anciennes portes d'accès : Porta del Pero et Porta San Basso
- Les murs du château, construits par Francesco Sforza en 1433
- Le Ghetto juif, qui accueillait cette population au XVIe siècle
- L'hôtel de ville de 1300, une structure datant de la période romano-gothique. Avant la construction de la mairie, les réunions avaient lieu dans les périodes froides dans l'église romane de Santa Maria dei Letterati (communément appelée Collegiata), tandis que dans les périodes chaudes, elles avaient lieu directement sur la place.
- La Pinacothèque
- Le Musée Archéologique
- Le Théâtre Vincenzo Pagani
- Les dix églises de la ville, dont Santa Maria dei letterati (église collégiale) qui contient une toile et trois tablettes de Vincenzo Pagani
- Centre culturel San Francesco (XIIe siècle) abritant le nouveau musée civique archéologique, la bibliothèque, le laboratoire didactique, la salle des congrès et le jardin botanique.

## Personnalités nées à Monterubbiano
Vincenzo Pagani(1490-1568), Lattanzio Pagani (avant 1520-1582) et Giovanni Pagani (avant 1465- après 1544) sont non seulement originaire de cette Ville mais ont vécu tous les trois à Monterubbiano 

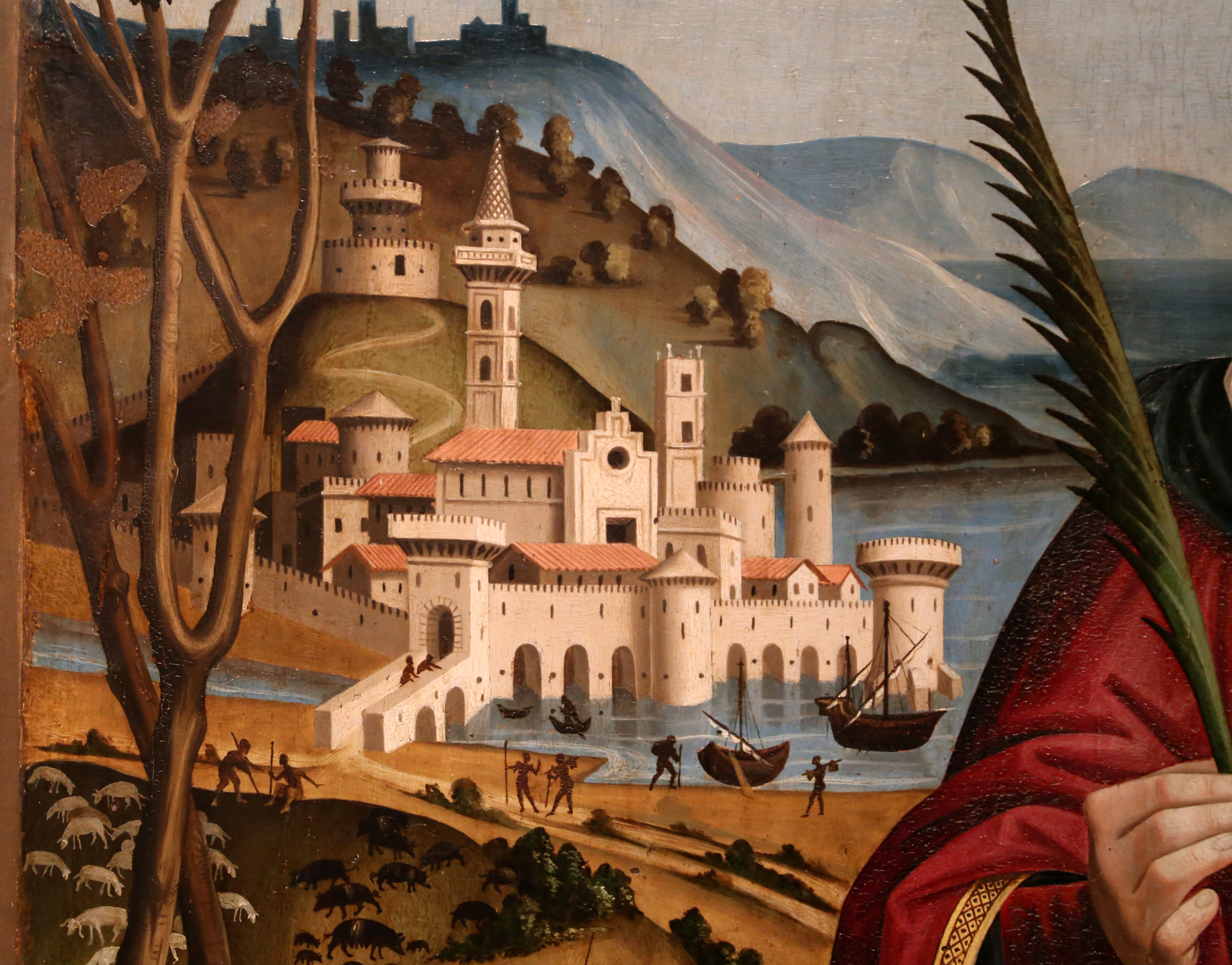
détail de Santa Lucia et gloire d'anges, 1525 (pinacothèque civique de Sarnano) de Vincenzo Pagani

## Administration
| Période                                  | Période  | Identité             | Étiquette    | Qualité |
| ---------------------------------------- | -------- | -------------------- | ------------ | ------- |
| 14 juin 2004                             | En cours | Francesco Pagliarini | Lista Civica |         |
| Les données manquantes sont à compléter. |          |                      |              |         |

### Hameaux
Rubbianello, Montotto

### Communes limitrophes
Fermo, Lapedona, Montefiore dell'Aso, Moresco, Petritoli, Ponzano di Fermo

### Évolution démographique
Habitants recensés

## Images

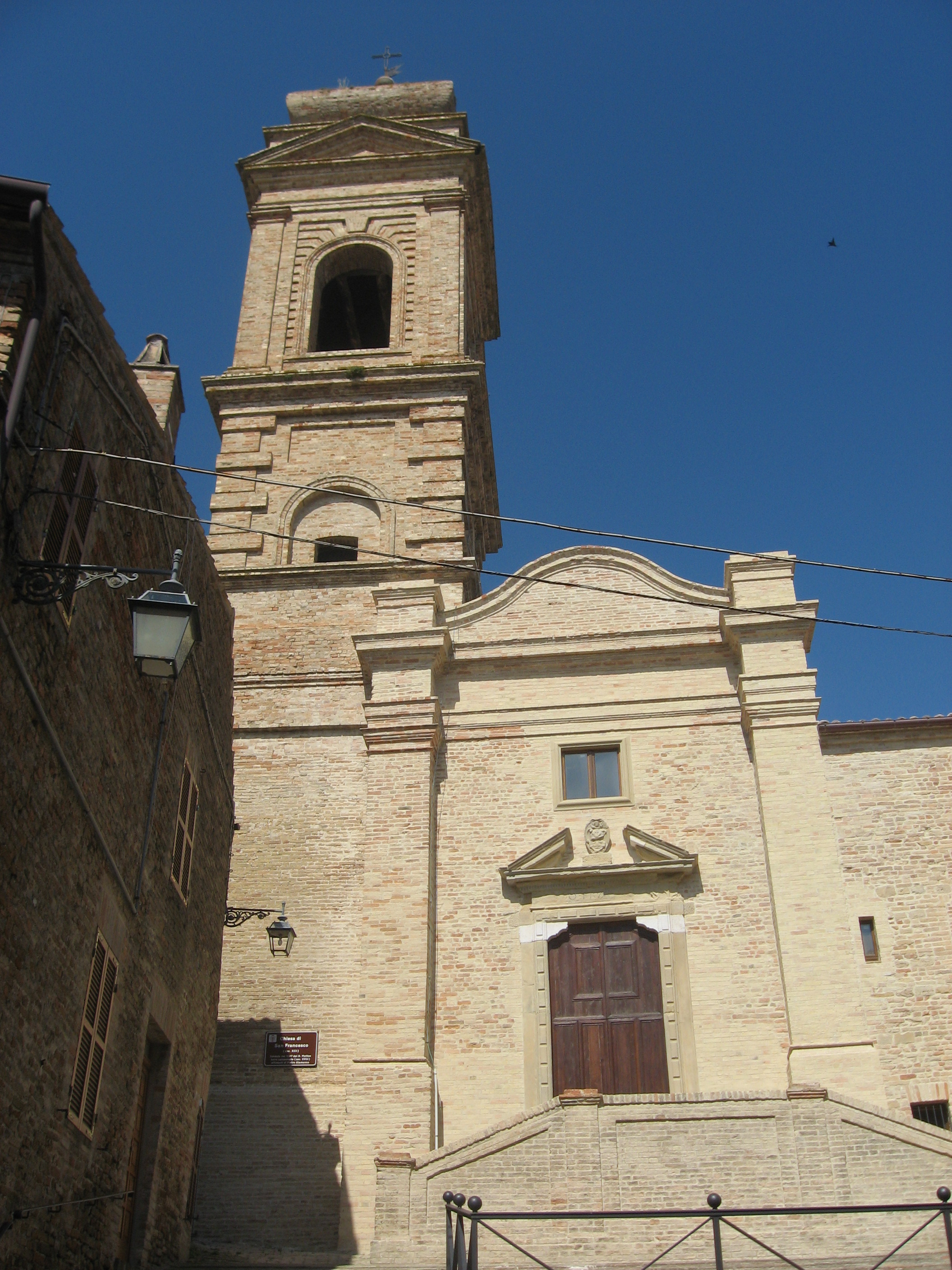
Église de San Francesco
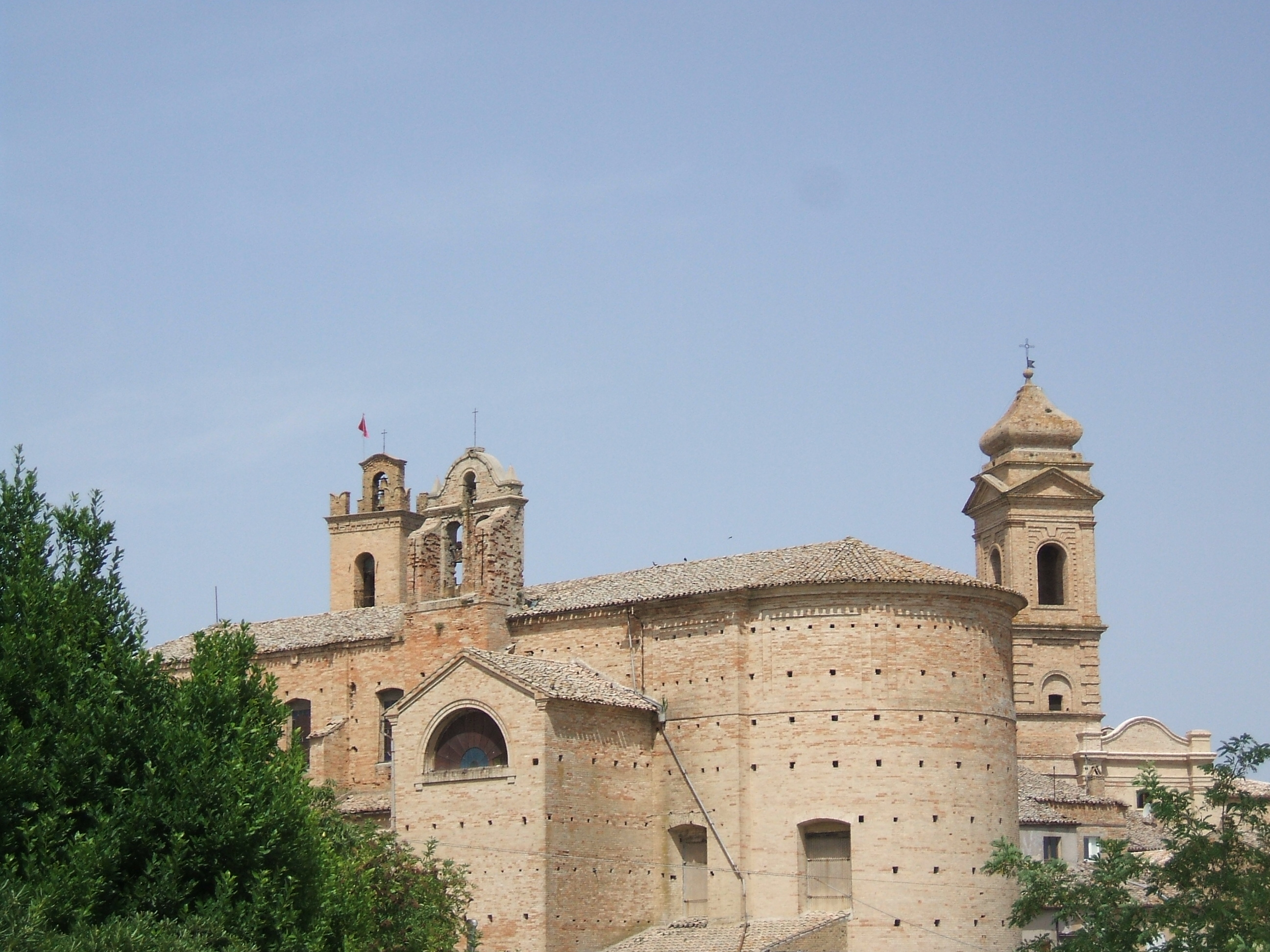
Scorcio de Monterubbiano
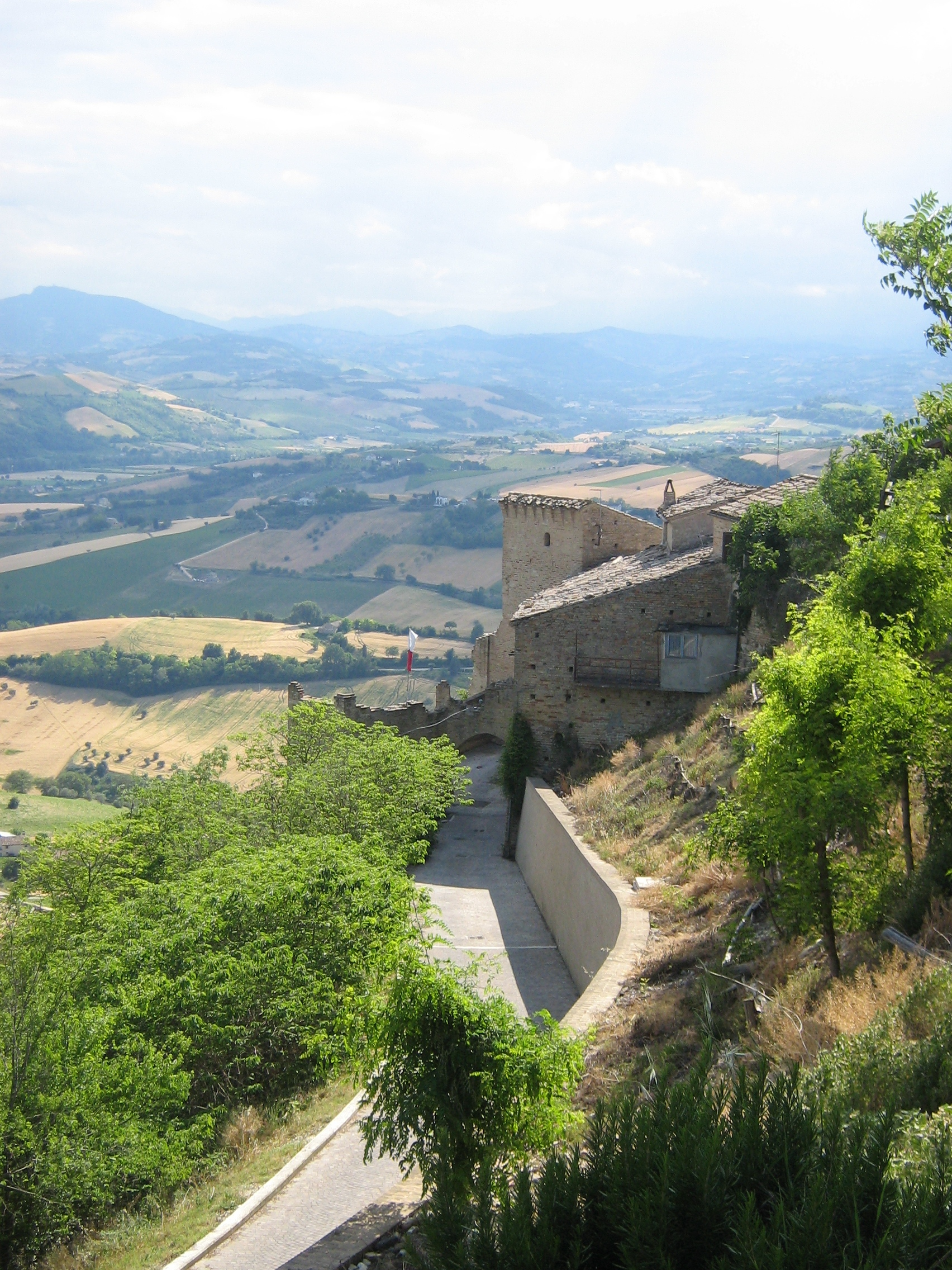
Porta Vecchia
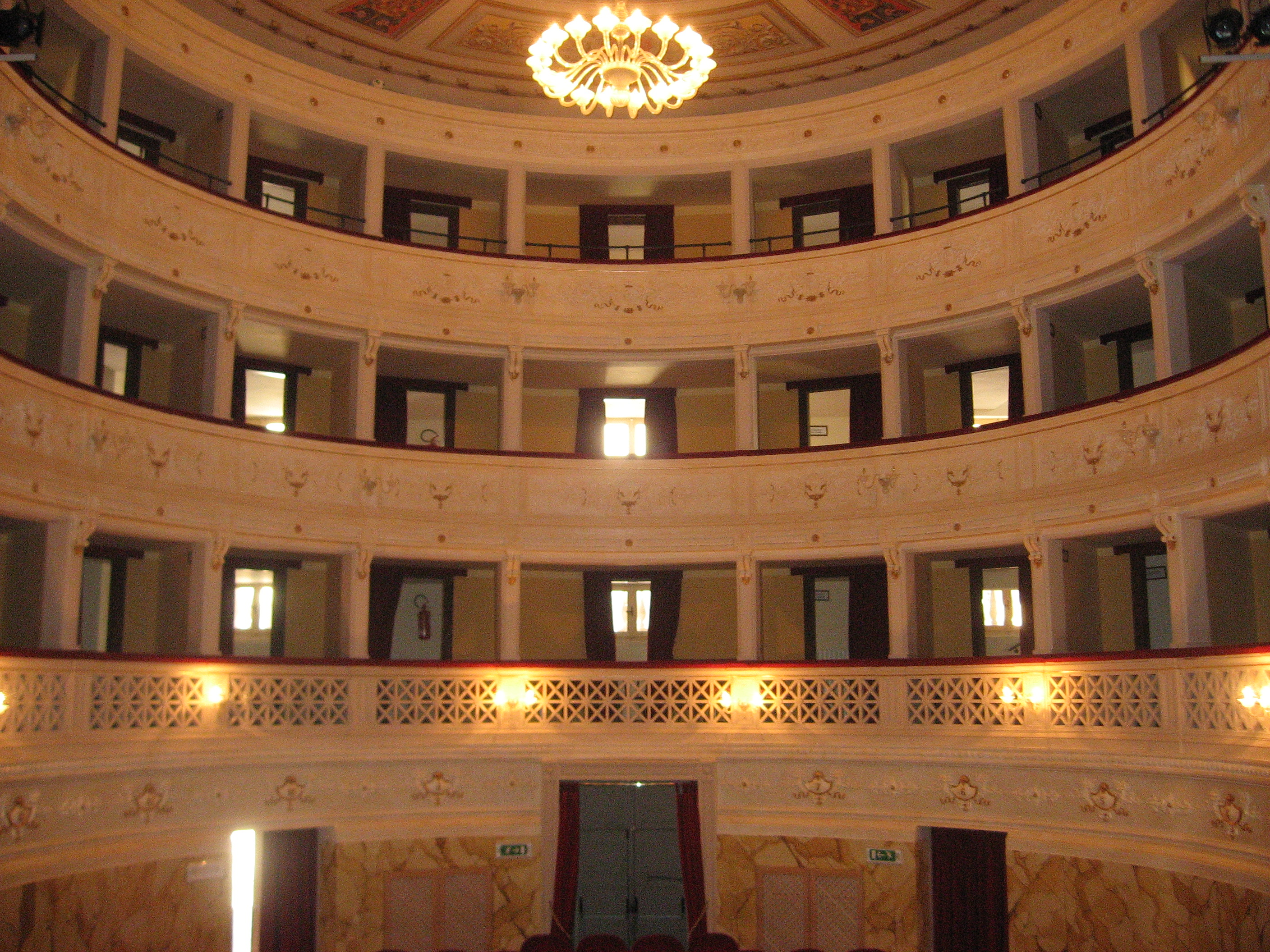
théâtre Vincenzo Pagani
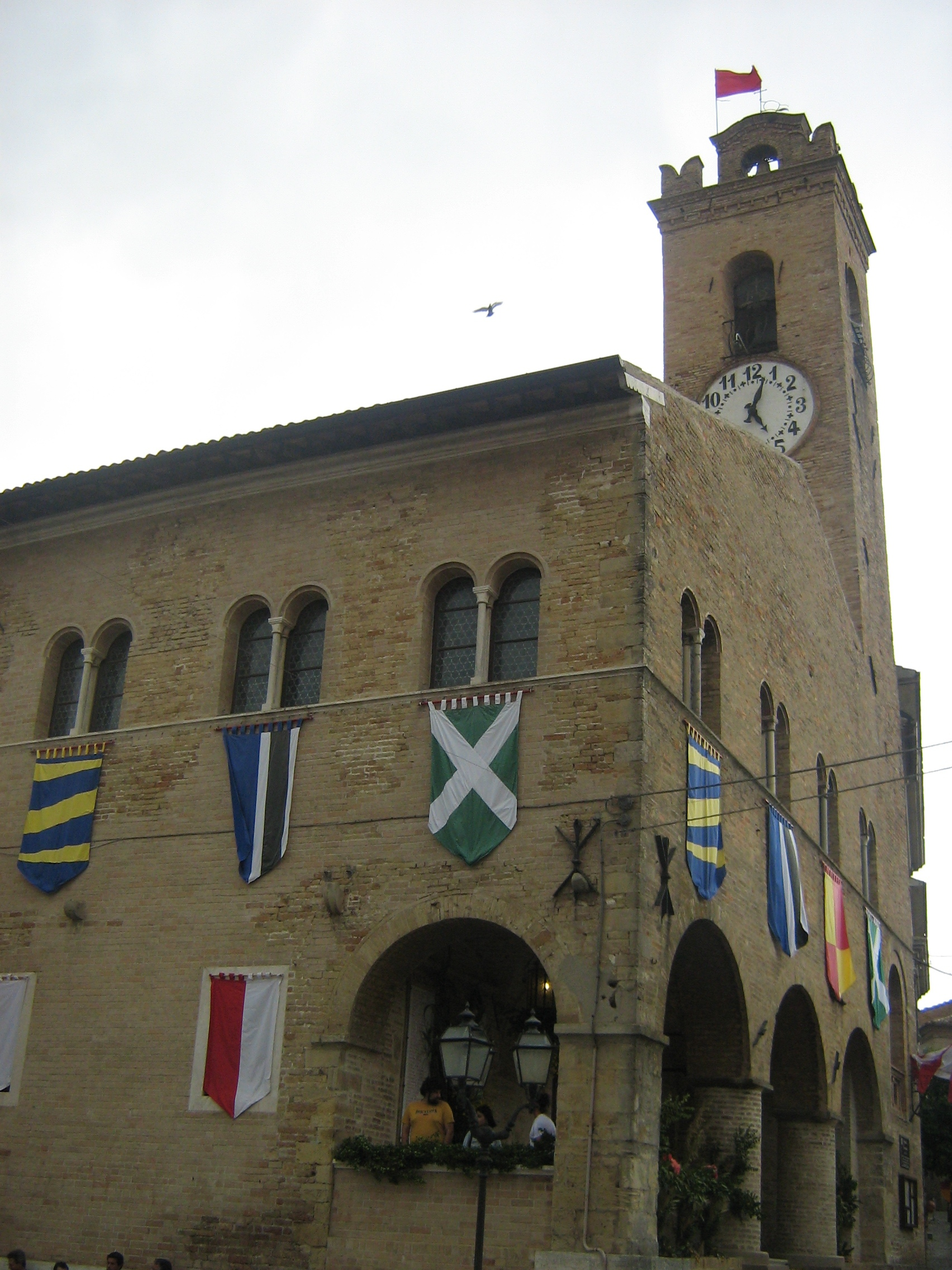
Palais communal
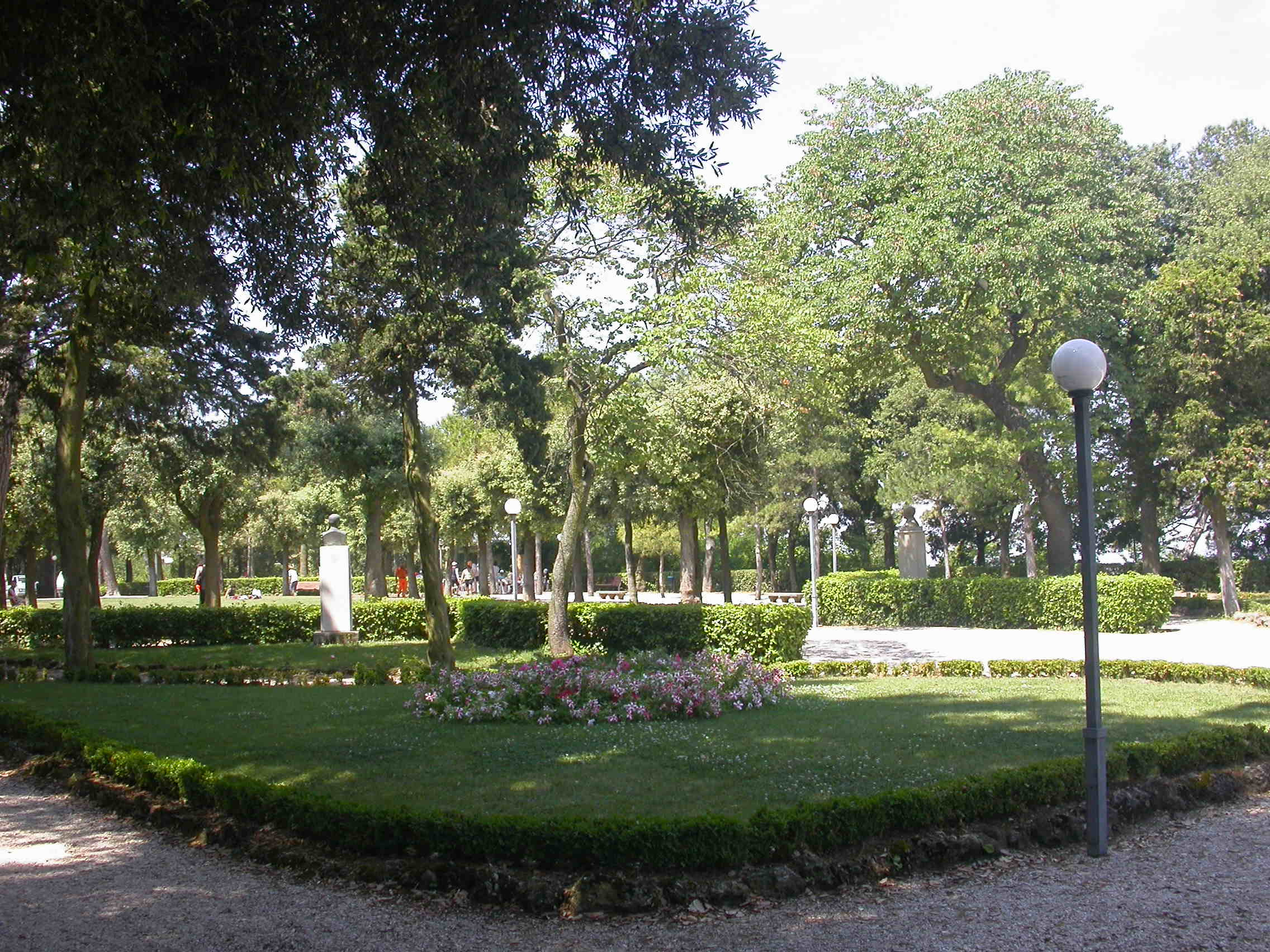
Jardins de la Ville